# Nagaokakyō
Nagaokakyō (jap. 長岡京市 Nagaokakyō-shi) – miasto w prefekturze Kioto, na japońskiej wyspie Honsiu. Wcześniej Nagaoka, obecna nazwa nawiązuje do dawnej stolicy Nagaoka-kyō.